# Редфорд, Иан
Иан Питри Редфорд (англ. Ian Redford, 5 апреля 1960 — 10 января 2014) — шотландский профессиональный футболист, который играл на позиции полузащитника.

## Ранние годы
В декабре 1972 года Иан Редфорд потерял своего младшего брата, Дугласа, ему был поставлен диагноз лейкемия. Уход за больным ребёнком в течение пяти лет превратил отца Иана из жизнерадостного любящего семьянина в замкнутого, утомлённого трудоголика. Его мать Элизабет начала употреблять алкоголь, чтобы справиться с депрессией. Смерть брата нанесла серьёзную психологическую травму Иану. 
Тот день, когда Дуглас умер стал переломным моментом для семьи.

## Карьера
Начал свою карьеру в молодёжной команде «Эррол Роверс», созданной его отцом.
Позже он играл на профессиональном уровне за «Данди», «Рейнджерс», «Данди Юнайтед», «Ипсвич Таун», «Сент-Джонстон», «Брихин Сити» (как играющий тренер) и «Рэйт Роверс». Присоединился к «Рейнджерс» в феврале 1980 года, перейдя из «Данди» за рекордную для Шотландии плату в £ 210000. Он играл за «Рейнджерс» в течение шести сезонов и выиграл четыре чемпионата Шотландии. Редфорд продолжил карьеру в «Данди Юнайтед» во время одного из самых успешных периодов в истории клуба. В Кубке УЕФА 1986/87 он сделал дубль в матче против «Университатя Крайова», в четвертьфинале «Данди» прошёл «Барселону» с общим счётом 3:1, в полуфинале Редфорд забил победный гол в ворота «Боруссия Менхенгладбах». Однако в финале «Данди» уступил «Гётеборгу» с итоговым счётом 2:1.
Играя за «Рэйт Роверс», он выиграл Первый дивизион и Кубок Лиги. В финале последнего турнира он вышел на замену, и это был его завершающий матч в качестве профессионала.

## Дальнейшая жизнь
После ухода из футбола он организовал себе рыболовные каникулы в Пертшире.
В ноябре 2013 года была опубликована его автобиография «Капли дождя продолжают падать на мою голову» (англ. Raindrops Keep Falling on My Head).
В интервью, данном в октябре 2013 года, Редфорд признался, что с детства был глухим на одно ухо, он скрыл этот факт во время своей футбольной карьеры.
Редфорд был найден мёртвым утром 10 января 2014 года в городе Эрвин, Норт-Эршир.